# 리 헤이즐우드

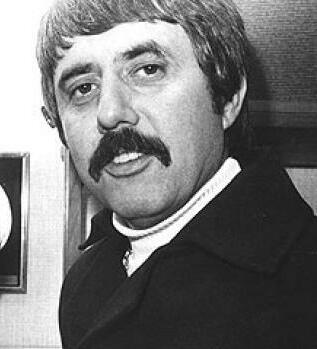

리 헤이즐우드(Lee Hazlewood, 본명은 Barton Lee Hazlewood, 1929년 7월 9일 ~ 2007년 8월 4일)는 미국의 싱어송라이터 겸 영화배우이다.

## 생애
미국 오클라호마주 맨퍼드에서 출생하였고 미국 텍사스주 포트 네치스에서 성장한 그는 1949년부터 1952년까지 미국 육군 하사 복무하였고 한국 전쟁에 참전하였으며 미국으로 귀국과 예편 이후 1953년에 미국에서 디스크 자키로 첫 데뷔하였고 1956년 가수 데뷔하였으며 1967년 미국 다큐멘터리 영화 《Moving with Nancy》로 영화배우 데뷔하였고 1970년 미국 영화 《The moonshine war》에 조연하였다.

### 사망
2007년 8월 4일에 미국 네바다주 헨더슨에서 암으로 인하여 향년 78세로 사망하였다.

## 학력
- 1960년 미국 서던 메소디스트 대학교 의과대학 의학사 졸업 (내과 전공)
- 1965년 미국 서던 메소디스트 대학교 대학원 음악학과 음악학 석사 졸업

## 유명세
그는 보통적으로 대한민국 국내에서는 미국 여성 가수 겸 영화배우 낸시 시나트라(Nancy Sinatra)와 듀엣으로 부른 《Summer wine》이라는 작품의 작사 및 작곡자이며 오리지널 원곡 가수로 널리 잘 알려져 있다.

## 같이 보기
- 낸시 시나트라